# Syllepte pellucida
Syllepte pellucida là một loài bướm đêm trong họ Crambidae.